# Гутаров Денис Володимирович
Денис Володимирович Гутаров (рос. Денис Владимирович Гутаров; 16 жовтня 1980, Ярославль, РРФСР — 1 жовтня 2022, Херсонська область, Україна) — російський офіцер, полковник ЗС РФ. Герой Російської Федерації.

## Біографія
В 1997 році закінчив Ярославську середню загальноосвітню школу №11. В 1998 році вступив в Рязанський інститут Повітряно-десантних військ, потім був переведений в Далекосхідний військовий інститут, після закінчення якого в 2002 році призначений командиром взводу 467-го окружного навчального центру молодших спеціалістів Московського (з 2010 року — Західного) військового округу. Потім був призначений командиром роти, заступником командира батальйону і командиром батальйону. Пізніше служив на посаді заступника навчального центру мотострілецьких військ Східного військового округу. Протягом кількох місяців перебував у відрядженні в Венесуелі, навчав венесуельських військовиків використовувати БМП-3. Закінчив з відзнакою лінгвістичні курси при Військовому університеті Міністерства оборони, володів англійською та іспанською мовами, також закінчив курси спостерігачів ООН у Військовому навчально-науковому центрі сухопутних військ. Протягом двох років служив в Придністров'ї на посаді коменданта району з підвищеним режимом безпеки міста Бендери. В 2018 році закінчив Загальновійськову академію ЗС РФ і в тому ж році був призначений командиром танкового батальйону 13-го танкового полку 4-ї танкової дивізії. Пізніше став начальником оперативного управління та заступникому начальника штабу 1-ї танкової армії. З 24 лютого 2022 року брав участь у вторгненні в Україну. Загинув у бою.

## Нагороди
- Численні медалі Міноборони РФ та ПМР
- Медаль «За військову доблесть» 2-го і 1-го ступеня
- Орден Мужності (2022)
- Звання «Герой Російської Федерації» (14 грудня 2022, посмертно) — «за мужність і героїзм, проявлені під час виконання військового обов'язку.»

## Вшанування пам'яті
16 жовтня 2023 року на будівлі Ярославської середньої загальноосвітньої школи №11 була встановлена меморіальна дошка.